# 화학의 미해결 문제 목록
화학의 미해결 문제는 화학 분야의 미해결 문제들로 이론적인 의미로는 기존 이론으로는 설명할 수 없는 특정한 현상 및 실험 결과들을 의미한다.

## 물리화학
- 상온 초전도체는 개발이 가능한가?
- 스핀-궤도 상호작용과 초악티늄족 원소
- 리튬공기전지는 실용화가 가능한가?

## 유기화학
- 생체분자의 단방향카이랄성(Homochirality)의 기원은 무엇인가?[1]
- 일부 물-유기 용매 계면(Water organic interface)에서 반응 속도 가속이 관측되는 이유는 무엇인가?[2]
- 디아조화합물의 탈디아조화는 SN1 반응 또는 자유 라디칼 중합을 거치는가?[3]
- 화학 전지는 유기 산화환원반응을 안정적으로 일으킬 수 있는가?[4]
- 어떤 고전 유기화학 반응에 카이랄 보조제가 사용되는가?
- 임의의 치환기와 입체화학을 통해 사차 탄소를 구성하는 것이 가능한가?
- 인공효소가 민감한 화합물을 수정할 때 보호기의 역할을 대체할 수 있는가?[5]

## 무기화학
- 피 결합을 확실히 포함하고 있는 분자가 있는가?
- 크롤법보다 타이타늄 제련을 위한 노동력이나 에너지 집약도가 낮은 기술이 있는가?[6]
- 질소는 표준 온도 압력에서 준안정 동소체를 만들어 낼 수 있는가?[7]
- 새로운 용매나 기타 기술을 이용하여 직접공기포집을 경제적으로 만들 수 있는가?[8]
- 인공 광합성으로 실용적인 연료를 만들 수 있는가?
- 황과 탄소의 사슬형 동소체의 안전한 합성 및 안정화 방법은 무엇인가?

## 생화학
- 효소 반응속도론: 일부 효소가 확산 반응 속도론보다 빠른 반응을 보이는 이유는 무엇인가?[9]
- RNA 접힘: 서열과 환경에 기초하여 RNA 서열의 2차, 3차, 4차 구조를 예측할 수 있는가?[10]
- 단백질 설계: 원하는 반응에 대한 고활성 효소를 새롭게 설계하는 것이 가능한가?[11]
- 생합성: 원하는 분자, 천연물 또는 기타 물질의 생합성 경로 조작을 통해 고수율로 생산할 수 있는가?

## 같이 보기
- 미해결 문제 목록